# マイヨ・ジョーヌ

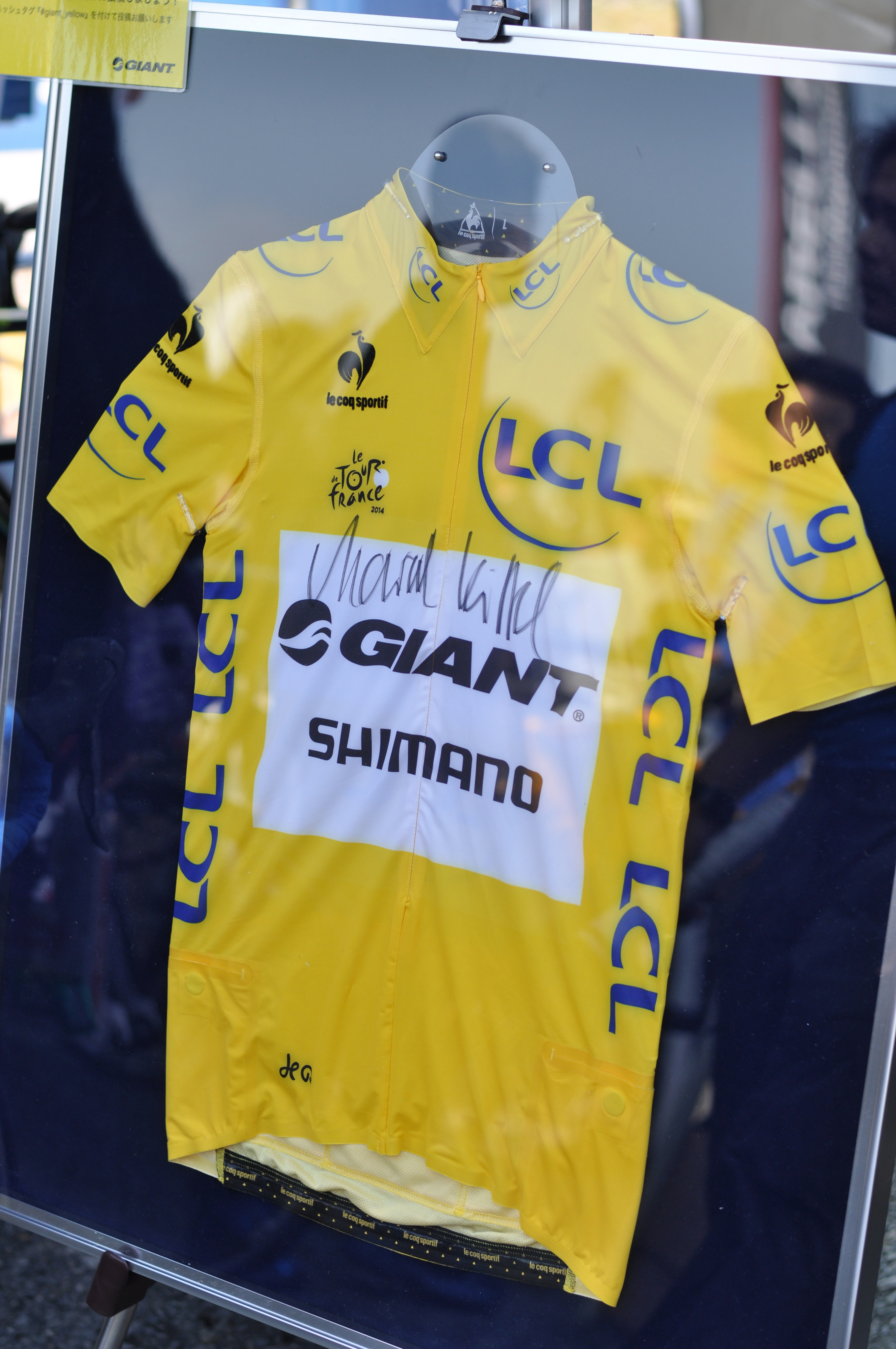
2014年ツール・ド・フランスでマルセル・キッテル（当時チーム・ジャイアント＝シマノ）が獲得したマイヨジョーヌ

マイヨ・ジョーヌ (フランス語: maillot jaune) は、自転車ロードレースのツール・ド・フランスにおいて、個人総合成績1位の選手に与えられる黄色のリーダージャージである。各ステージの所要時間を加算し、合計所要時間が最も少なかった選手がマイヨ・ジョーヌ着用の権利を得る。最終ステージの終了時点でマイヨ・ジョーヌ着用の権利をもっている選手がツールの総合優勝者となる。

## 概要
誰がトップなのか一目で分かるようにという理由で1919年に初登場。色の由来はレース主催者であるスポーツ新聞『ロト』（L'Auto）＝現在の『レキップ』（L'Equipe）＝の紙面が黄色であったためと一般に説明される。このほか、主催者ができるだけ派手な色のジャージを所望したところ、仕立屋の手持ちには黄色い布しかなかったためとする説もある。
最初にマイヨ・ジョーヌを着用したのは、1919年大会の第11ステージ終了後のウジェーヌ・クリストフ（フランス）だった。しかしながらクリストフはその後のステージで、車体故障によるタイムロスを余儀なくされて総合優勝を逃した。
ジャージサプライヤーは、1950年代以降ルコックスポルティフが務めたが、1990年代に入り何回か変更があり、1996年から2011年まではナイキが担当した。2012年からルコックスポルティフがサプライヤーに復帰している。両肩に入っている大文字筆記体の「HD」は、ツールの創始者であるアンリ・デグランジュ (Henri Desgrange) のイニシャルである。
ジャージスポンサーについては、アイスクリーム会社「MIKO」、粉末ココア飲料「Banania」などが務めていたが、1987年からは黄色をイメージカラーとするフランスの銀行「クレディ・リヨネ」（現在はクレディ・アグリコル傘下）がスポンサーとなっており、同行の名が一番大きく、かつ3箇所に書かれている（当初は「CREDIT LYONNAIS」表記だったが現在は「LCL」と略記）。腹と背中の部分には保持者のチーム名をアイロンプリントで入れるので空白にされている。またマスコット（黄色のライオン）のぬいぐるみをジャージ着用者が持っているシーンもたびたび見られる。

## マイヨ・ジョーヌ着用選手不在の事例
1924年
「犬猿の仲」の間柄であったアンリ・デグランジュに反抗姿勢を示すため、前年総合優勝者のアンリ・ペリシエが、第1ステージ開始前にマイヨ・ジョーヌを脱ぎ捨て、自身が所属するチームのジャージを着用した。
1950年
第12ステージ終了後に総合首位に立ったスイスのフェルディナント・キュプラーが、イタリア選手全員が第12ステージ途中で棄権となった（第11ステージ時点の総合首位はフィオレンツォ・マーニだった）ことに対する観客からの暴動等を警戒して、自身がスイスの国内チャンピオンでもあったこともあり、スイスナショナルカラーのジャージを着用。
1971年
第14ステージでマイヨ・ジョーヌ着用のまま瀕死の重傷を負ってリタイアしたルイス・オカーニャを気遣い、総合首位のエディ・メルクスが第15ステージでは着用を拒否した。
1980年
オランダのヨープ・ズートメルクが、第13ステージでマイヨ・ジョーヌ着用のまま途中棄権したベルナール・イノーを気遣って、総合首位に立ちながらも着用しなかった。
1991年
アメリカのグレッグ・レモンは第8ステージで総合首位に立ったが、レース中のクラッシュによって第6ステージ途中にロルフ・ソレンセンがマイヨ・ジョーヌ着用のまま棄権を余儀なくされたことを気遣い、マイヨ・ジョーヌを着用しなかった。
2007年
ミカエル・ラスムッセンが、第16ステージ終了時点で総合首位にいながらも、チームに対して居場所を虚偽報告していたことが判明し、ドーピング検査回避の疑いがもたれたことから、所属チームのラボバンクから解雇され、棄権を余儀なくされた。第17ステージではルール上はラスムッセンに次ぐ順位であったアルベルト・コンタドールの手にマイヨ・ジョーヌが渡ることになったが、コンタドールは着用資格のあるマイヨ・ブランを着用した。
2015年
イギリスのクリス・フルームは、第6ステージ中のクラッシュによりマイヨ・ジョーヌ着用のまま翌日不出走となったトニー・マルティンとジャージに敬意を表し、第7ステージでマイヨ・ジョーヌを着用しなかった。

## 参考画像

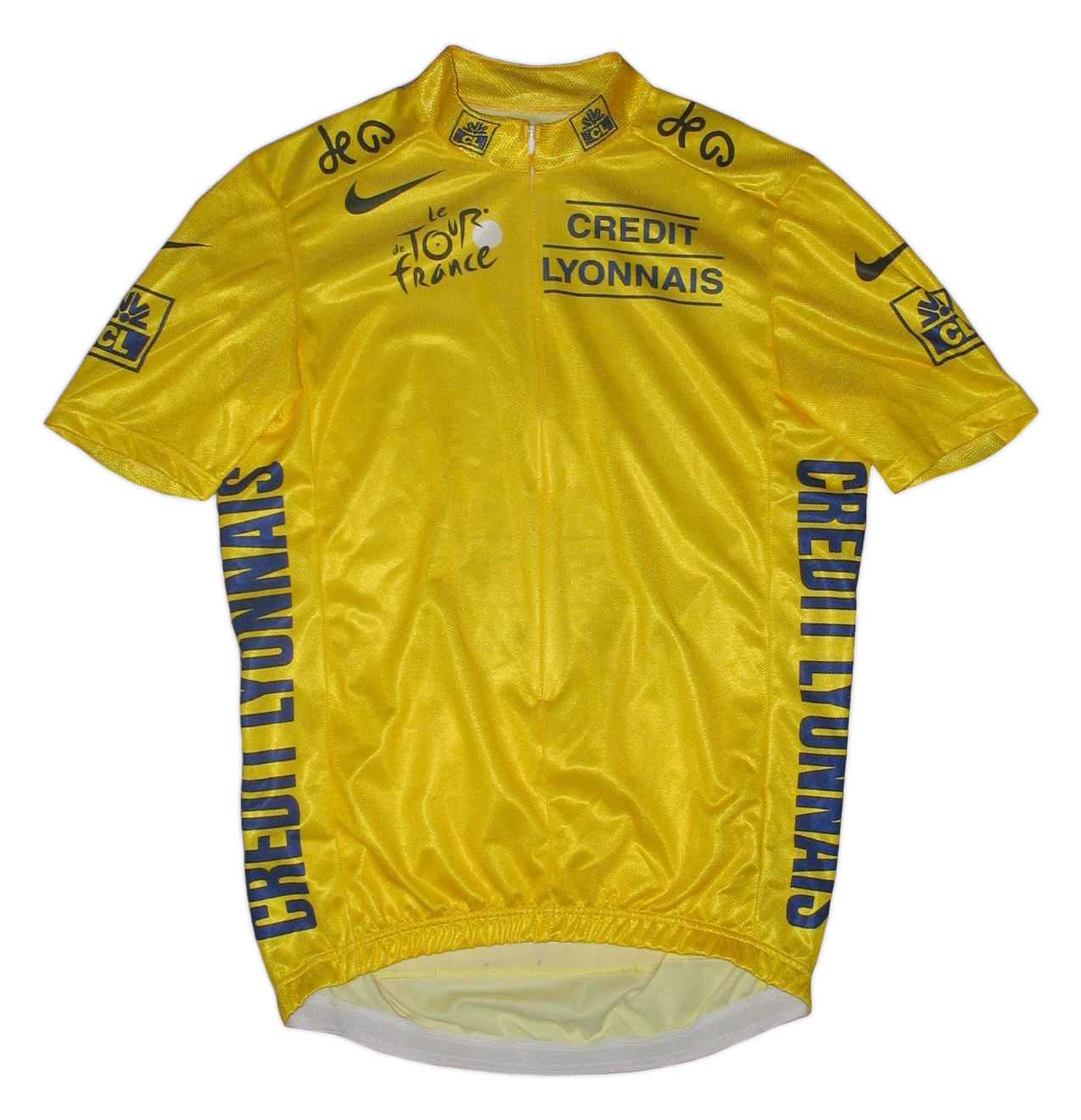
2004年のマイヨ・ジョーヌのレプリカ
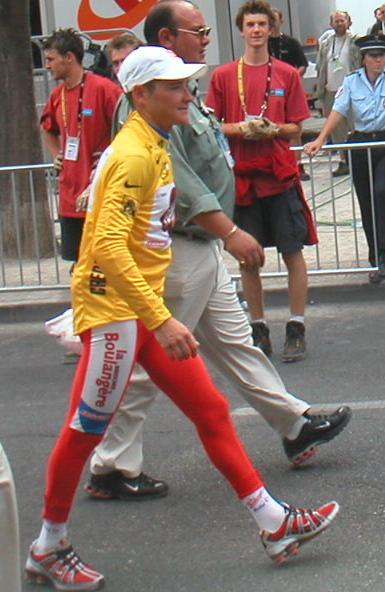
2004年のツール・ド・フランスで、マイヨ・ジョーヌを着用するトマ・ヴォクレール。